# Adama Mbengue
Pour les articles homonymes, voir Mbengue.
Adama Mbengue, né le 1er décembre 1993 à Rufisque (Sénégal), est un footballeur international sénégalais à la La Berrichonne de Châteauroux.

## Biographie

### Carrière en club
Né au Sénégal, c'est aux États-Unis qu'Adama Mbengue fait ses débuts dans le monde du football. Repéré par l'académie du Orlando City SC, il intègre le centre de formation puis l'équipe jeune de la franchise nord-américaine.
Le 21 juin 2012, Adama Mbengue est promu dans l'équipe senior d'Orlando et fait ses débuts professionnels en USL Pro le jour suivant avec à la clé une victoire 3-0 face aux City Islanders d'Harrisburg. Après deux saisons et demie avec Orlando, il rejoint le club de Diambars dans son pays natal en septembre 2014.
Le 28 juin 2017, il rejoint la Ligue 1 et signe un contrat de quatre ans en faveur du SM Caen. Il quitte le club à l'issue de son contrat en 2021.
Le 20 juillet 2021 il s'engage avec la Berrichonne de Châteauroux pour une saison plus une en option. Le 19 mai 2022 il prolonge son contrat mais la durée n'est pas communiquée.

### Équipe nationale du Sénégal
Le 16 mars 2017, Adama Mbengue est appelé pour la première fois en équipe nationale du Sénégal par le sélectionneur Aliou Cissé , pour les matchs amicaux face au Nigeria et à la Côte d'Ivoire. Il fête sa première sélection par une titularisation face au Nigeria le 23 mars (1-1).
Il est sélectionné par l'entraineur sénégalais Aliou Cissé pour faire partie de l'effectif du Sénégal à la Coupe du monde 2018, mais ne joue aucun match lors du tournoi.

## Palmarès

### En club
Lors de la saison 2013 de USL Pro, il remporte le championnat de troisième division alors qu'Orlando City s'impose 7-4 en finale contre les Eagles de Charlotte, rencontre au cours de laquelle il inscrit le sixième but de son équipe.
Avec le Diambars FC, il est vainqueur de la Coupe de la Ligue en 2016.

### Avec l'équipe du Sénégal U23
- Médaille d'or des Jeux Africains en 2015[6]
- Médaille d'Or au tournoi de UFOA en 2015[7]